# Väktare i Sverige

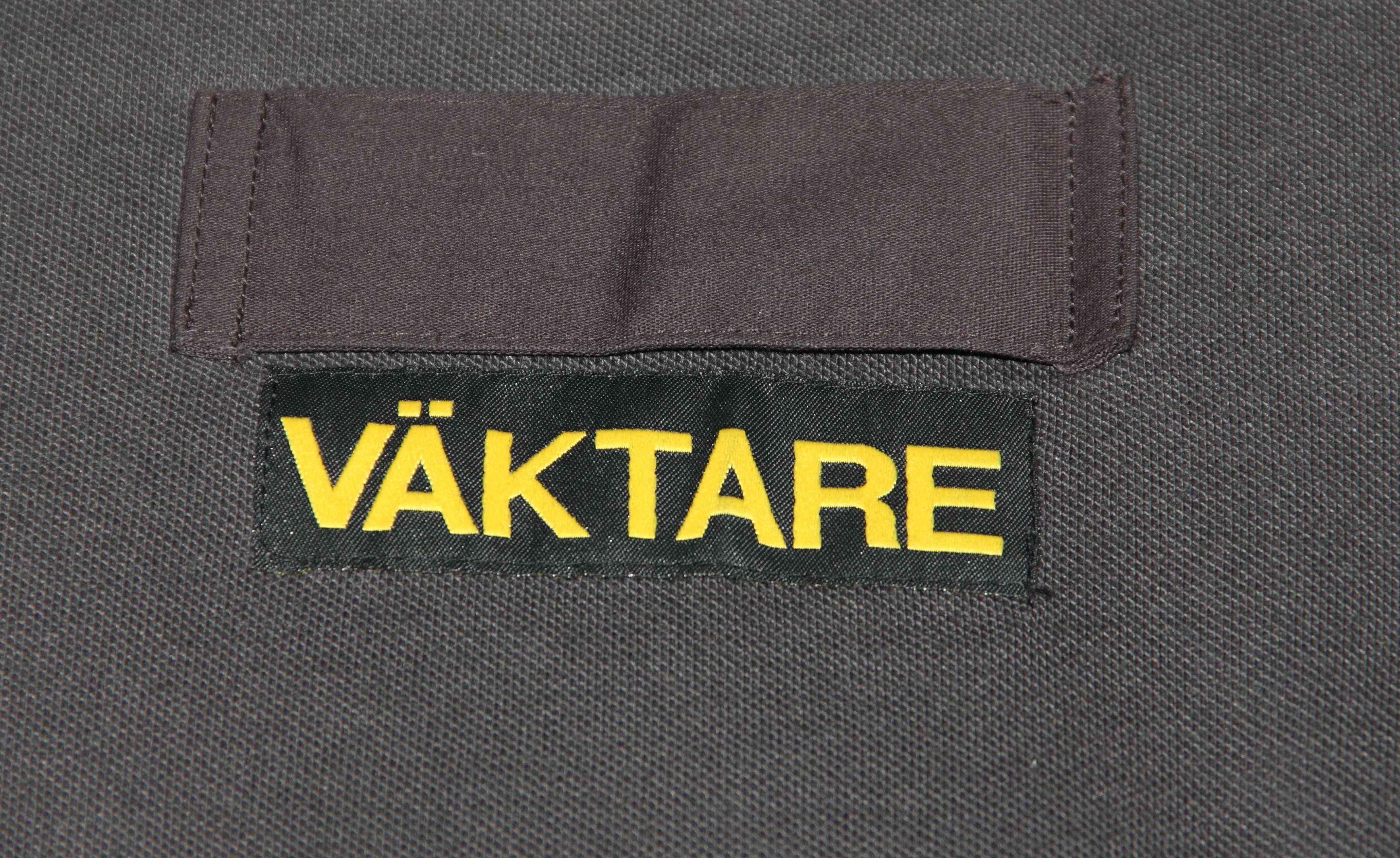
Väktaremblem som bärs på vänster sida av skjortan/blusen/tröjan av väktare i tjänst

Väktare är en person anställd av ett auktoriserat bevakningsföretag för att utföra bevakning. En väktare är en formell yrkesroll med uttryckliga befogenheter i motsats till en vakt som är någon som mer allmänt vaktar något. 
Med bevakning förstås verksamhet som genom olika former av kontroll syftar till att skapa ett extra skydd mot brottsliga angrepp, brand eller liknande. Bevakningsbranschens definition av en väktares bevakningsuppgift är att denna skall förebygga, förhindra samt försvåra bränder, brott och andra olyckor.

## Bevakningsföretagoch reglering av dessa
Lag om bevakningsföretag (1974:191) (BevL), Förordning till lag om bevakningsföretag (1989:149) (BevF) och Rikspolisstyrelsens föreskrifter och allmänna råd till lagen (1974:191) och förordningen (1989:149) om bevakningsföretag (FAP 573-1) reglerat bevakningsföretagens verksamhet.  Staten har med stöd av samma författningar även rätt till insyn och kontroll av bevakningsföretagens verksamhet vilket i dagsläget sker genom länsstyrelsernas försorg. 
Bevakningsföretag utför yrkesmässig bevakning för annans räkning. Förenklat innebär detta att ett företag räknas som ett bevakningsföretag om det utför olika former av kontrollverksamhet (för att skydda mot brott, brand och olyckor) åt ett annat företag eller person mot betalning. Uppfyller ett företag ovanstående villkor måste de först söka tillstånd för sin verksamhet, en så kallad auktorisation. Den som bedriver bevakning utan sådant tillstånd kan dömas för Olaglig bevakningsverksamhet (BevL 14 §).

## Väktares lagstöd och verksamhet
Väktarens rättigheter och befogenheter regleras i (Brottsbalken (Nödvärn, Nöd, Hjälper annan), Rättegångsbalken (Envarsgripanderätten, Beslag), Polislagen (Laga befogenhet att använda våld vid gripande, Skyddsvisitation),  Knivlagen, Vapenlagen och Lagen om unga lagöverträdare
Väktaren har inga särskilda befogenheter utöver envars rätt, förutom rätt att bära batong (som en del av uniformen) samt att i tjänsten och på sitt bevakningsområde gäller ett förstärkt rättsskydd. För att få bära batong och bruka handfängsel måste väktaren vara utbildad och ha fått tillåtelse av sin arbetsgivare. Väktare har också rätt att bära skjutvapen enligt 9 kap 8 §: "En väktare får bära och använda skjutvapen i bevakningen om förutsättningarna som föreskrivs i bilaga 12 är uppfyllda och om han eller hon - fyllt 23 år och har utfört bevakning under minst ett år, - med godkänt resultat har genomgått föreskriven utbildning i handhavande av skjutvapen enligt bilaga 11 och därefter årligen med godkänt resultat har avlagt ett kompetensprov för skjutvapnet. En väktare får när dessa förutsättningar är uppfyllda bära och använda skjutvapen endast i syfte att skydda sig själv eller annan person mot brottsligt angrepp som avses i 24 kap. 1 § 1 brottsbalken. 
Väktaren har också enligt FAP 573-1 RPSFS 2017:10 / 10 kap. rapporteringsskyldighet. Om en väktare i sitt bevakningsarbete får kännedom om att ett brott, som hör under allmänt åtal och som det kan följa fängelse på, begåtts mot den som bevakningen avser att skydda, eller annan, ska väktaren lämna uppgifter om brottet till en polis så snart det kan ske.
Väktare anställs i huvudsak för att utföra åtgärder som förebygger brott och olyckor. Vid stationär bevakning befinner väktaren sig på en plats, exempelvis en reception, ett köpcentrum eller en festival. Vid ronderande bevakning rör sig väktaren mellan ett flertal olika platser under arbetstiden, rör sig igenom områden och rycker ut vid larm. På sina arbetsplatser kontrollerar väktaren till exempel att anläggningar är säkra, dörrar låsta och stängda, brandfaror undanröjda eller obehöriga personer ej är närvarande. Väktaren ska genom sin närvaro verka lugnande, och är utbildad för att kunna skydda sig själv och andra, samt för att hantera personolycksfall (ge första hjälpen, utföra hjärt- och lungräddning och dylikt).
Andra arbetsuppgifter kan omfatta saker som
- värdetransportsbevakning
- civilklädd butiksbevakning
- larm- och ledningscentralsoperatör

## Utbildning och personkrav

### Utbildning
För att arbeta som väktare krävs Väktargrundutbildning. Väktargrundutbildning är uppdelad i tre delar.
Först genomförs väktargrundutbildning VU 1, därefter genomför deltagaren Praktisk yrkesträning (PYT) om minst 160 timmar och avslutningsvis genomförs väktargrundutbildning, VU 2. När VU1, PYT och VU2 är genomförd har deltagaren slutfört väktargrundutbildningen och är därefter behörig att självständigt utföra bevakning som väktare.
Praktisk yrkesträning (PYT) innebär att deltagaren inom bevakningsföretags ordinarie verksamhet tränar sin yrkesroll med stöd av en handledare och syftar till att ge deltagaren relevant erfarenhet av praktiskt bevakningsarbete. För att genomföra PYT och VU2 måste personen vara anställd i ett bevakningsföretag.
Väktare får efter särskild utbildning utrustas med expanderbar batong.
Efter genomförd tilläggsutbildning får kursdeltagaren under tjänstgöring som väktare behörighet att bära expanderbar batong.

### Anställningskrav
Alla personer som arbetar på ett av Länsstyrelsen auktoriserat bevakningsföretag ska enligt lag uppfylla krav på laglydighet, medborgerlig pålitlighet och övrig lämplighet. Innan anställning kontrolleras de därför mot polisens brottsregister och SÄPOs misstankeregister, förutom att de ska ha fysiska och kunskapsmässiga möjligheter att utföra sitt arbete. De flesta företag utför sedan även egen psykologisk utvärdering, kontroller av intelligens och uppfattningsförmåga, samt drogtest. För att sedan arbeta som väktare ska man vara minst 18 år (20 år för vissa uppgifter), hantera svenska bra i tal och skrift och ha god förståelse för svenska förhållanden, samt genomgå väktarutbildning.
Väktare godkänns och kontrolleras av Länsstyrelsen. Om en väktare under anställningen bryter mot de ställda kraven kan tillståndet att arbeta som väktare dras in.

### Utbildningsnivåer
Svenska väktare utbildas genom Väktarskolan eller av (BYA) Bevakningsbranschens Yrkes- och Arbetsmiljönämnd.
Väktaren kan vidareutbilda sig genom kurser som:
- arrestantvaktsutbildning
- ordningsvaktsutbildning
- skyddsvaktsutbildning
- värdetransportörsutbildning
- konflikthantering
- gruppledarutbildning
- hundförare
- butikskontrollant
- personskyddsväktare
- expanderbar batong

Vart fjärde år skall väktaren enligt lagstiftning genomgå en fortbildning på 30 timmar (BYA).

## Uniform och utrustning

### Uniformering
Väktaren är skyldig att bära uniform enligt de regler som utfärdats av Rikspolisstyrelsen. Uniformen ska bestå helt av kläder som är avsedda för denna tjänst, och vara enhetlig för alla väktare som är på en plats samtidigt. Mössa alternativt basker ska alltid bäras i yttre tjänst, som definieras i FAP 573-1 som "platser som är belägna  utomhus,  utrymmen  i  anslutning  till  allmänna  kommunikationer, inomhusgallerior och andra liknande platser som allmänheten har tillträde till". Civila skor och handskar är tillåtna förutsett att dessa är svarta och diskreta. Uniformspersedlarna som bärs på överkroppen ska vara försedda med en funktionsbeteckning som består av texten "Väktare" på vänster sida. Bevakningsföretagets logotyp ska finnas på överärm samt mössan.
Vissa arbetstillfällen tillåter civil klädsel, detta rör sig vanligen om butiksbevakning.

### Övrig utrustning
Har väktaren genomgått utbildning i batonghantering får väktaren bära batong om arbetsgivaren tillåter det. Det rör sig då om den svarta gummiklädda batongen eller, om väktaren har "föreskriven utbildning" eller "är behörig att bära expanderbar batong i en bevakningsfunktion som sker med  stöd  av  förordnande  eller  särskilt  godkännande", expanderbar batong. Väktare får sedan 1 september 2006 bära handfängsel där det finns risk för att väktaren skall komma att göra ett frihetsberövande. En väktare får också bära skyddsutrustning som ett arbete kan kräva, exempelvis skyddsväst, skyddshandskar, säkerhetsskor, varselkläder eller hjälm.

### Legitimation och yrkesbevis
Väktaren ska alltid bära väktarlegitimation i tjänst. Där finns bland annat väktarens namn, foto, anställningsnummer och företagsnamn. Väktaren är inte skyldig att alltid bära legitimationen synligt men ska visa upp den vid begäran, något som dock inte behöver göras om det är orelaterat till bevakningsuppdraget eller uppenbart i trakasserande syfte.
Väktare som utfört den kompletta väktargrundutbildningen får ett yrkesbevis. 

## Fack och arbetsgivarförbund
Väktarnas fackförbund i Sverige är Transportarbetareförbundet. 
Arbetsgivare i bevakningsbranschen tillhör Almega Tjänsteförbunden.
Bevakningsbranschens Yrkes- och Arbetsmiljönämnd driver bland annat BYA-Väktarskolan som ägs lika av branschens fack och arbetsgivare.

## Bevakningsföretag (urval)
- Securitas
- Avarn Security